# Pedinorrhina cinctipennis
Pedinorrhina cinctipennis är en skalbaggsart som beskrevs av Moser 1913. Pedinorrhina cinctipennis ingår i släktet Pedinorrhina och familjen Cetoniidae. Inga underarter finns listade i Catalogue of Life.